# M89SR
L'M89SR (Model 89 Sniper Rifle) è un fucile d'assalto progettato da TCI una società israeliana con sede a Tel Aviv. È attualmente in dotazione alle forze armate israeliane.

## Descrizione
Il fucile da cecchino M89SR è un fucile di precisione semiautomatico a gas. L'M89SR è stato introdotto per la prima volta come Sardius M36 Sniper Weapon System (SWS) negli anni '80. Il fucile è basato sul fucile americano M14 in configurazione bullpup e utilizza le stesse munizioni NATO da 7,62 × 51 mm. Doveva sostituire l'M14, sebbene Sardius non fosse in grado di ottenere finanziamenti. Quando Sardius ha cessato l'attività, Technical Consulting International (TCI) ha ottenuto la licenza per produrre l'M36. Hanno apportato alcune modifiche, come l'aggiunta di un nuovo calcio in fibra di carbonio, ed è stato ribattezzato M89SR.
Il fucile è stato utilizzato dalle forze di difesa israeliane, nella guerra urbana e sul campo di battaglia. Il fucile è molto più corto di un fucile d'assalto anche con un silenziatore collegato, rendendolo facile da nascondere. È anche relativamente leggero ed è più preciso di altri fucili da cecchino.
Solo un piccolo numero è stato utilizzato, nell'unità sotto copertura Sayeret Duvdevan. Ha avuto più successo all'estero ed è stato venduto ad alcune unità delle forze speciali.